# Fran No
Francisco No Rodríguez más conocido como Fran No (Algeciras, Cádiz, España, 3 de octubre de 1991) es un futbolista español. 

## Trayectoria

### Real Betis Balompié
Tras pasar por el fútbol base de la UD Los Barrios y el Algeciras CF, llegó a la cantera del Real Betis a la edad de 14 años, en 2006, junto con su hermano Tito No, también futbolista. En el 2008 fue campeón de España en el Campeonato Juvenil de selecciones autonómicas con la selección de Andalucía. En la temporada 2009/2010 es ascendido al Real Betis Balompié "B" del Grupo cuatro de la Segunda división "B"española, dónde jugará varios partidos, ya qué permanecerá también en el equipo juvenil como refuerzo para ayudar a ganar la liga y disputar la Copa del Rey Juvenil. Posteriormente forma parte del primer equipo, dirigido por el técnico madrileño y exjugador del Betis, Pepe Mel. Jugó su primer partido contra el Atlético de Madrid, el 24 de julio de 2010, en un partido amistoso de pretemporada, y es considerado como una de las promesas de la cantera bética. El 1 de septiembre de 2010 se produjo su debut oficial en partido de Copa del Rey contra el Salamanca, encuentro que se saldó con la victoria del conjunto verdiblanco por 2 goles a 1.

### Real Valladolid
El 24 de junio de 2011 se hace oficial su marcha al Real Valladolid, firmando con los blanquivioletas en calidad de cedido por dos temporadas y guardándose el Valladolid una opción de recompra por el defensa. Pasará la temporada en el Real Valladolid B, a las órdenes de Javier Torres Gómez

## Clubes
| Club                     | País   | Año       |
| ------------------------ | ------ | --------- |
| Real Betis "B"           | España | 2009-2010 |
| Real Betis               | España | 2010-2011 |
| Real Valladolid "B"      | España | 2011-2015 |
| Real Jaén CF             | España | 2015-2016 |
| UD Somozas               | España | 2016-2017 |
| Unión Popular de Langreo | España | 2017-2018 |
| Algeciras Club de Fútbol | España | 2018-2019 |